# Le Cœur en sommeil
Le Cœur en sommeil (Touched) est un téléfilm américain réalisé par Timothy Scott Bogart, diffusé le 14 novembre 2005 sur Lifetime.

## Fiche technique
- Titre original : Touched
- Titre français : Le Cœur en sommeil
- Réalisation et scénario : Timothy Scott Bogart
- Société de production : Acuna Entertainment
- Pays d'origine :  États-Unis
- Langue originale : anglais
- Durée : 90 minutes

## Distribution
- Jenna Elfman (VF : Maïk Darah) : Angela Martin
- Randall Batinkoff (VF : Tanguy Goasdoué) : Scott Davis
- Bruce Davison (VF : Marcel Guido) : Robert Davis
- Diane Venora (VF : Anne Deleuze) : Carole Davis
- Sam Anderson (VF : Jean-Pierre Leroux) : Dr Reynolds
- Samantha Mathis : Jeannie Bates
- Mina Badie : Lexi Davis
- Kimberly Scott : Gladys
- Frederick Koehler : Thomas Martin
- Charlie Lea : Kyle Davis
- Alycia Adler : Riley Randolph
- Elizabeth Ochsner : Beth Randolph
- Ron Harper : Dr Daniels
- Benjamin Burdick : interne de l'hôpital
- Melissa Stone : infirmière de permanence
- Alfred Soyyar : EMT

Source et légende : Version française (VF) sur Doublagissimo